# Йоан Комнин Дука
Йоан Комнин Дука (на гръцки: Ιωάννης Κομνηνός Δούκας, † 1244) е владетел на Тесалия от 1237 до 1239 г. и на Солун от 1237 до 1244 г.
Той е големият син на епирския деспот Теодор Комнин и Мария Петралифина.
Семейството му е заловено в плен в битката при Клокотница през 1230 г., през войната на българския цар Иван II Асен. През 1237 г. сестра му Ирина Комнина е омъжена за българския цар Иван Асен II. Баща му вече е сляп. Йоан Димитър и по-малкият му брат Димитър придружават баща си до Солун, където от седем години управлява чичо му Мануил Комнин. Роднините свалят Мануил Комнин и поставят на негово място Йоан през 1237 г. като владетел на Солун. През 1242 г. той признава властта на никейския император Йоан III Дука Ватаци, а брат му Димитър получил титлата деспот.
През 1244 г. Йоан умира и е последван от брат му Димитър Комнин Дука като владетел на Солун.